# Mîhailo Boiciuk
Mîhailo Lvovîci Boiciuk (Миха́йло Льво́вич Бойчу́к; n. 30 octombrie 1882, Romanivka, powiatul Terebovlea⁠(d), Regatul Galiției și Lodomeriei, Austro-Ungaria – d. 13 iulie 1937, Kiev, RSS Ucraineană, URSS) a fost pictor ucrainean avangardist, specializat în monumentalism⁠(d). Este considerat un reprezentant al generației Renașterii executate⁠(d).

## Biografie
Mîhailo Boiciuk s-a născut în localitatea Romanivka din Austro-Ungaria, în prezent în regiunea Ternopil din Ucraina. A studiat pictura sub îndrumarea lui Iulian Pankevîci⁠(d) la Liov, iar ulterior la Cracovia, unde a absolvit Academia de Arte Frumoase în 1905. De asemenea, a studiat la academiile de arte plastice din Viena și München. În 1905 și-a expus lucrările la Galeria Latour din Liov, iar în 1907 la München. Între 1907 și 1910 a locuit la Paris unde, în 1909, și-a fondat propriul atelier-școală. În această perioadă, a lucrat cu și a fost influențat de Félix Vallotton⁠(d), Paul Sérusier și Maurice Denis. A găzduit o expoziție la Salon des Indépendants⁠(d) în 1910, prezentând lucrările sale și ale studenților săi la tema renașterii artei bizantine. Grupul de artiști ucraineni care au studiat și lucrat cu el era cunoscut sub numele de boiciukiști⁠(d). În 1910, Boiciuk s-a întors la Liov, unde a lucrat la conservarea colecției Muzeului Național⁠(d). În 1911, a călătorit în Imperiul Rus. După război, s-a stabilit la Kiev.
În 1917, Boiciuk a devenit unul dintre fondatorii Academiei de Stat de Arte⁠(d), unde a predat frescă și mozaic, iar în 1920 a fost rector. În 1925, a co-fondat Asociația de Artă Revoluționară din Ucraina⁠(d). La acea vreme, el realizase deja o serie de lucrări monumentale și formase o școală de pictori monumentali care a existat până la moartea sa. Școala lui Buiciuk a întrunit următorii artiști: Tîmofii Boiciuk (fratele său), Ivan Padalka, Vasîl Sedlear, Sofia Nalepinska (soția sa), Mîkola Kasperovîci, Oksana Pavlenko, Antonina Ivanova, Mîkola Rokîțkîi, Katerîna Borodina, Oleksandr Mîzin, Kîrîlo Hzdîkrîi, Pavlo Ivancenko, Serhii Kolos, Ohrîm Kravcenko, Hrîhorii Dovjenko, Onufrii Biziukov, Maria Kotlearevska, Ivan Lîpkivskîi, Vira Bura-Mațapura, Iaroslava Muzîka, Oleksandr Ruban, Olena Sahnovska, Manuiil Șehtman, Kosteantîn Ieleva, Maria Iunak și alții.
În toiul Marii Epurări, Asociația de Artă Revoluționară a fost desființată, iar Boiciuk a fost executat. Soția sa, Sofia Nalepinska⁠(d), de asemenea pictoriță, a fost executată câteva luni mai târziu.

## Lucrări
Multe dintre lucrările lui Boiciuk, în mare parte fresce și mozaicuri, au fost distruse după executarea lui. Picturile sale păstrate în muzeele din Liov au fost distruse după cel de-al Doilea Război Mondial.
Imediat după Revoluția din octombrie 1917, Boiciuk și un grup de studenți condus de el au lucrat la realizarea frescelor pentru Opera Națională a Ucrainei⁠(d) (1919), Teatrul de Operă din Harkov⁠(d) (1921), pavilionul RSS Ucrainene la Expoziția de Industrie și Agricultură de la Moscova și Institutul Cooperatist de la Kiev (1923). Mai târziu, Boiciuk și grupul său au trecut la realism socialist; la acest stil sunt atribuite lucrările de la Sanatoriul Țărănesc din Odesa (1927-1928) și Teatrul Dramatic Ucrainean Cervonozavodskîi din Harkov⁠(d) (1933–35).
Unele lucrări de artă ale lui Boiciuk sunt păstrate la Muzeul Național de Artă al Ucrainei⁠(d).

## Operă (selecție)

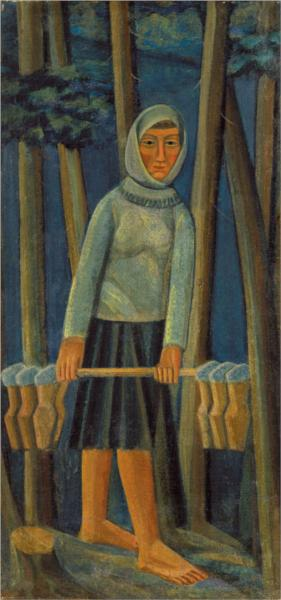
Mulgătoare
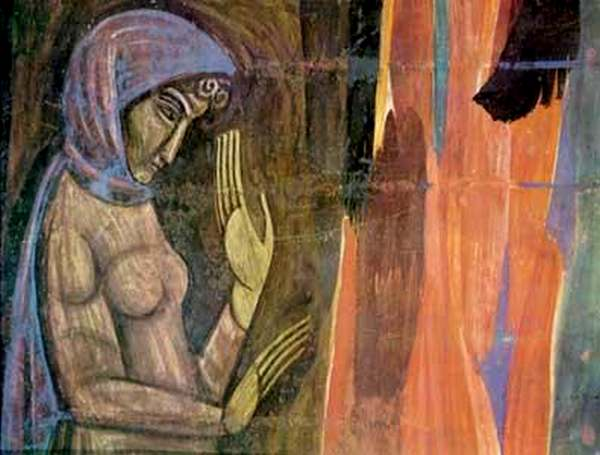
Fată
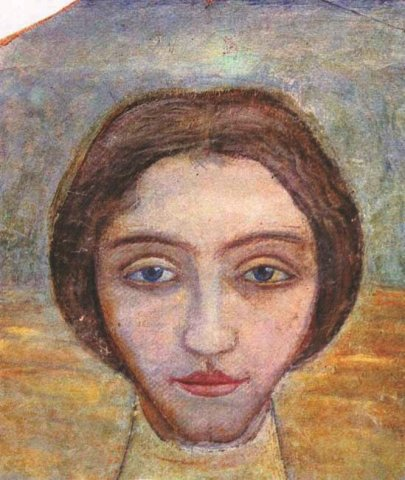
Portretul unei femei
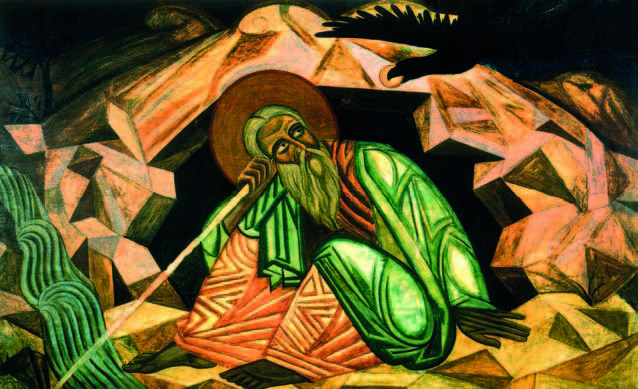
Profetul Ilie